# Alberto Stefani (politico 1918)
Alberto Stefani (Giornico, 3 agosto 1918 – Giornico, 4 agosto 2006) è stato un politico svizzero.

## Biografia
Figlio di Enrico e di Ida Pedretti, dopo aver frequentato il collegio Papio di Ascona, si iscrisse alla facoltà di ingegneria elettrotecnica del Politecnico di Zurigo. Passati i primi esami, fu convocato in servizio militare attivo con la mobilitazione generale della seconda guerra mondiale. Al suo congedo il semestre di elettrotecnica era ormai iniziato per cui decise di iscriversi alla facoltà di legge dell'Università di Friburgo per farsi un'infarinatura di diritto. Appassionatosi alla materia, decise di continuare su quella via conseguendo la laurea in legge e, in seguito, rientrato nel Canton Ticino, il brevetto di avvocato e notaio. È stato titolare di uno studio legale a Faido esercitando la professione sino al giorno della morte.
Influente personalità politica ticinese e federale, assunse nel 1961 la presidenza dell'allora Partito Conservatore Democratico Ticinese che nel 1971 venne rinominato, su sua idea, Partito Popolare Democratico (PPD). Nel 1981 rassegnò le dimissioni per esserne nominato, l'anno seguente, presidente onorario. Fu sindaco di Giornico dal 1949 al 1956, deputato al Gran Consiglio del Ticino pure dal 1949 al 1956, consigliere di Stato dal 1956 al 1962, dapprima come capo del dipartimento dell'educazione pubblica e dell'interno e poi, dal 1959 del dipartimento dell'economia pubblica creato proprio in quell'anno) e consigliere agli Stati per un ventennio, dal 1963 al 1983.
Presiedette vari consigli di amministrazione, tra i quali quelli dell'Ospedale distrettuale di Faido, della Casa per anziani Santa Croce e dell'Azienda Elettrica Ticinese (AET) e fu membro di numerosi altri, tra i quali quelli della Banca Nazionale Svizzera, della Banca Popolare Svizzera e di Crossair.
Sposato con Livia Anna Pasteris (n. 1928), ha avuto due figli, Damiano (n. 1967) e Pietro (n. 1968).